# Baimu Yang
Baimu Yang är en sjö i Kina. Den ligger i provinsen Zhejiang, i den östra delen av landet, omkring 33 kilometer norr om provinshuvudstaden Hangzhou. Baimu Yang ligger 13 meter över havet. Trakten runt Baimu Yang består till största delen av jordbruksmark.
Genomsnittlig årsnederbörd är 1 869 millimeter. Den regnigaste månaden är juni, med i genomsnitt 328 mm nederbörd, och den torraste är november, med 74 mm nederbörd.